# Microrutela campa
Microrutela campa är en skalbaggsart som beskrevs av Ohaus 1922. Microrutela campa ingår i släktet Microrutela och familjen Rutelidae. Inga underarter finns listade i Catalogue of Life.